# Верификациона мисија Уједињених нација Ангола 3
Верификациона мисија Уједињених нација Ангола 3 је мировна мисија која је почела са радом у Анголи у фебруару 1995. године током грађанског рата. Она је установљена Резолуцијом 976 Савета безбедности Уједињених нација. 
Индијска војска је допринела овој мисији УН-а распоређивањем једне пешадијске батаљонске групе (1000 припадника) и једне групе инжењера (200 особа). У том периоду било је укупно шест пешадијских батаљона који су деловали у различитим регијама Анголе (по један из Индије, Зимбабвеа, Замбије, Бразила, Бангладеша и Уругваја, као и један батаљон из Румуније). Мандат индијске групе пешадијског батаљона био је да осигура прекид ватре између анголске војске и побуњеника УНИТЕ (који су у то време имали контролу над више од половине земље), а затим су организовали сигурно "рачвање" ових УНИТА побуњеника када су неки од њихових војника положили оружје. Након тога, већина артеријских путева који повезују главне регионе земље физички су отворени за саобраћај након деминирања. Индијска војска је првобитно послала 14 Пенџаба као пешадијску компоненту и касније је заменила са 16 стражара. 